# Kompetensrådet för utveckling i staten
Kompetensrådet för utveckling i staten (förkortat Krus) var en stabsmyndighet vars uppgift var att bistå Sveriges regering i frågor som rör strategisk kompetensförsörjning i statsförvaltningen. Myndighetens arbete reglerades i dess instruktion SFS 2008:1085 (lagen.nu). 

## Historik
Krus verksamhet var huvudsakligen inriktad på att ge stöd till kompetensförsörjningen i de statliga myndigheterna. De områden som regeringen prioriterade för Krus verksamhet omfattade statlig värdegrund, jämställda karriärvägar och kompetens inom EU-området. Krus gav även utbildning och träning till den som ville genomgå uttagningsprov, så kallade Concours, för att kunna söka anställning i EU:s institutioner. Kompetensrådet för utveckling i staten bildades 1 januari 2009 och tog då över uppdrag rörande statens kompetensförsörjning som tidigare ålegat bland annat Statens kvalitets- och kompetensråd (KKR) och Verket för förvaltningsutveckling (Verva). 
Den 7 juni beslutade regeringen om avveckling av Kompetensrådet för utveckling i staten per den 31 december 2012. Den 1 juli 2013 tog Uppsala universitet över sex webbaserade fortbildningar för statsanställda från myndigheten Krus: Att arbeta i staten, De sex värdegrundsprinciperna, Bemötande, Jämställdhet och genus, Lagligt och lämpligt samt Lagligt och lämpligt för dig som är chef. Dessa utbildningar samordnas via universitetets avdelning för uppdragsutbildning.